# Hosenrohr

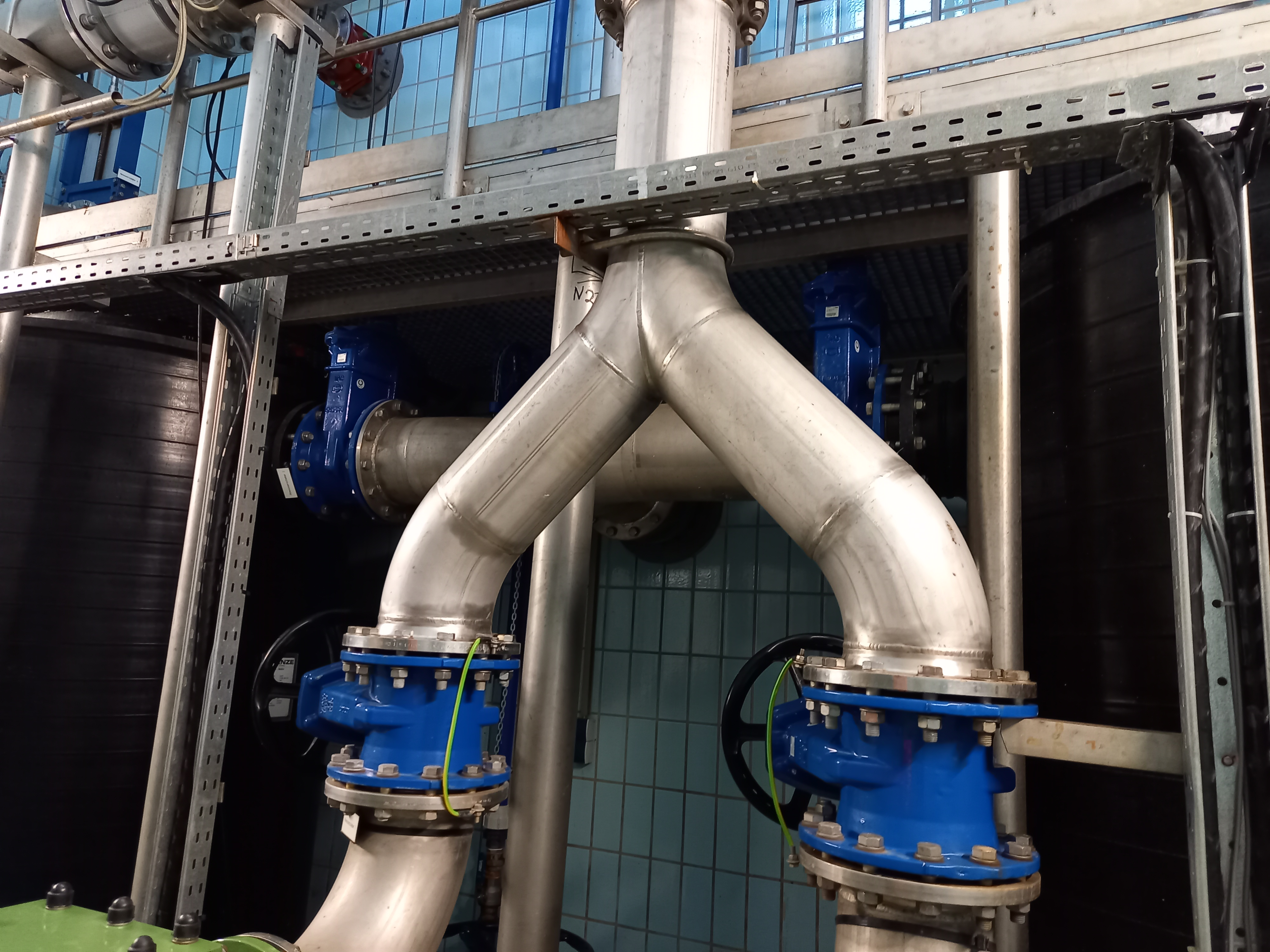
Hosenrohr in einem Abwasserpumpwerk

Ein Hosenrohr (engl. Y-Pipe) ist ein Bauteil, das Rohre ineinander überführt. Da zwei Rohre parallel laufen und dann zu einem zusammengeführt werden, hat es die Form einer Hose.

## Kraftfahrzeugtechnik

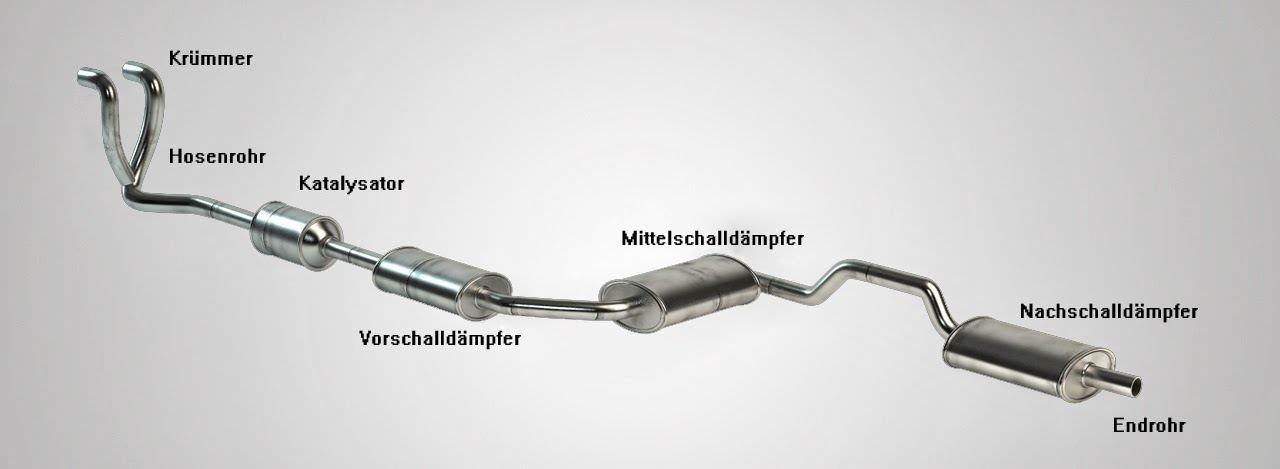
Hosenrohr als Bestandteil einer Abgasanlage

In der Kraftfahrzeugtechnik findet sich ein Hosenrohr als Teil der Auspuff-Anlage an einem Kraftfahrzeug. Es wird auch als Flammrohr bezeichnet. Das Hosenrohr befindet sich im vorderen Teil der Abgasanlage unmittelbar hinter dem Krümmer. Danach folgen Katalysator oder Vorschalldämpfer, sofern vorhanden. Schalldämpfer sitzen immer hinter dem Hosenrohr, um die Resonanzen nicht zu behindern. Hosenrohre gibt es nur, wenn die Auspuffanlage die Abgase in mehreren Stufen zusammenführt, zum Beispiel bei einer 4-2-1-Abgasanlage. Dann führt der Krümmer die Abgase von vier in zwei Rohre zusammen. Das Hosenrohr kann bei Fächerkrümmern schon zum Bauteil gehören.

## Gebäudetechnik

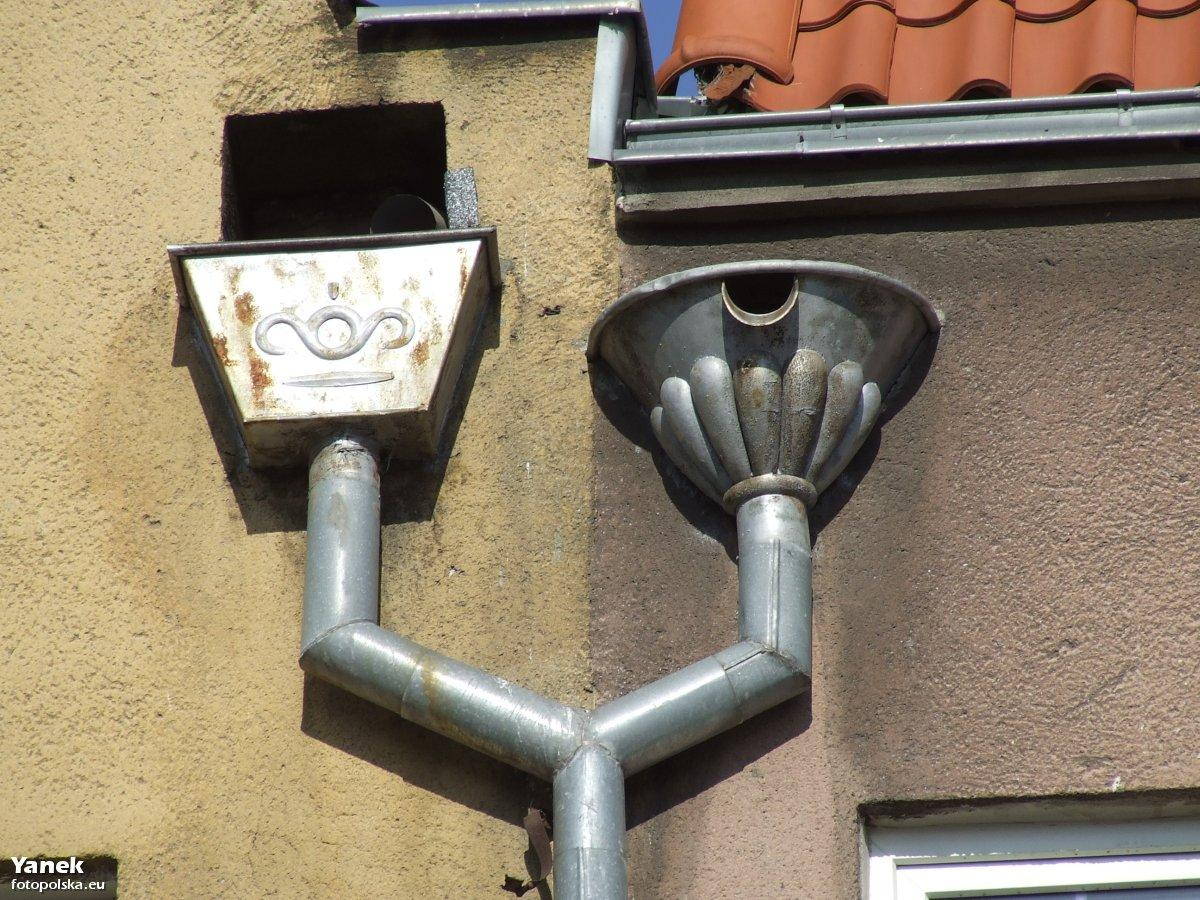
Hosenrohr an einer Dachrinne

Im Heizungsbau werden Hosenrohre in Schwerkraftheizungen anstelle eines T-Stückes, z. B. vom Steigrohr zur Anbindeleitung verwendet. Dabei macht man sich zunutze, dass ein Hosenrohr im Vergleich zu einem T-Stück einen geringeren Druckverlust hat, was bei einer pumpenlosen Heizung von Vorteil ist. In Regenwasserfallleitungen sind Hosenrohre einem Abfließen von Blattwerk und Verschmutzungen förderlich und vermeiden Verstopfungen.

## Wasserbau

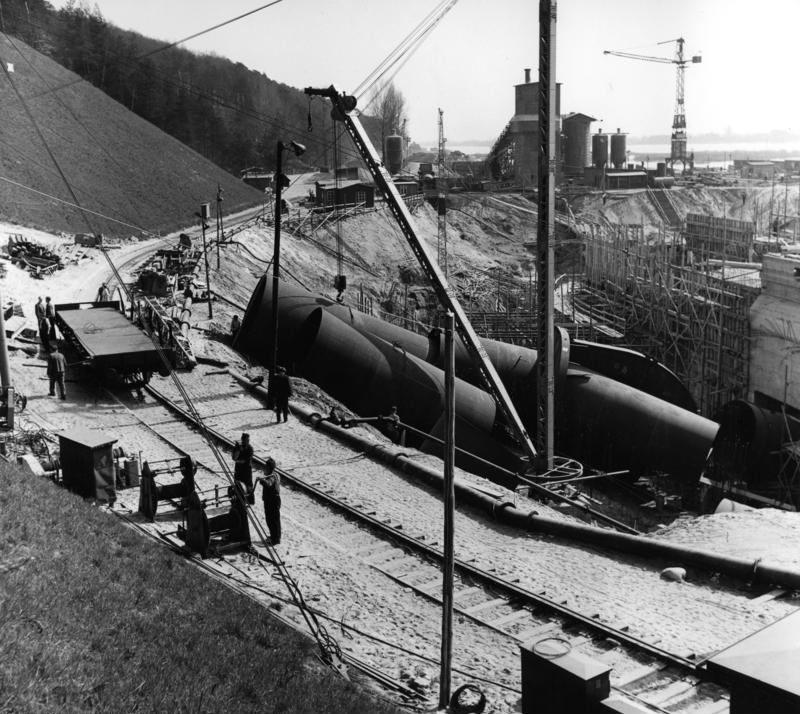
Hosenrohr des Pumpspeicherkraftwerks Geesthacht beim Einbau

Auch im Wasserbau kommen Hosenrohre vor, beispielsweise in Wasserkraftwerken zur Aufteilung des aus einem gemeinsamen Druckstollen kommenden Wassers auf mehrere Turbinen.